# Монастир Святого Антонія (Ріо-де-Жанейро)

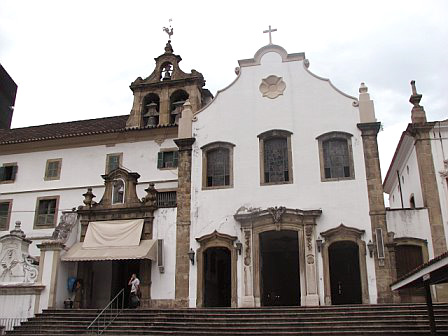

Монастир Святого Антонія (порт. Convento de Santo Antônio do Rio de Janeiro) — монастир на території Ріо-де-Жанейро.
Комплекс розташований на горі Морро-де-Санту-Антоніу. Це один із найстаріших архітектурних комплексів не лише міста, а й колоніальної архітектури. Монастир Святого Антонія історично пов'язаний із орденом Святого Франциска.
Історія монастиря починається з 1592 року, коли висадилися перші францисканці.
У 1607–1608 вони почали зводити перші будівлі на горі Святого Антонія.
У 1697–1701 фасад церкви розширений.
У другій половині XVIII століття арки були замінені на портали у стилі бароко.
Сьогодні монастирський комплекс Святого Антонія вважається однією з головних визначних пам'яток колоніальної історії Ріо-де-Жанейро.
На території монастиря похована Марія Леопольдіна Австрійська.